# Europese auto in 1892
Dit artikel geeft een overzicht van alle Europese personenwagens geproduceerd in 1892 door een significante autoconstructeur. De auto's staan alfabetisch gerangschikt per merk. Hier staan enkel Europese merken, ongeacht of ze eigendom zijn van een niet-Europees concern. Ook gaat het om constructeurs die algemeen bekend zijn met auto's die algemeen voor het publiek verkrijgbaar zijn. 
| Peugeot |                  | concern:          | Onafhankelijk |
| Peugeot | divisie:         |                   |               |
| Peugeot | merk:            | Peugeot Frankrijk |               |
| Peugeot | model:           | 4                 |               |
| Peugeot | einde productie: | 1892              |               |
| Peugeot | productieaantal: | ?                 |               |